# Elaphria chalcedonia
Elaphria chalcedonia är en fjärilsart som beskrevs av Jacob Hübner 1808. Elaphria chalcedonia ingår i släktet Elaphria och familjen nattflyn. Inga underarter finns listade i Catalogue of Life.